# Jete
Jete est une commune de la province de Grenade, dans la communauté autonome d'Andalousie en Espagne.

## Géographie
La commune est attenante aux municipalités de Ítrabo, Los Guájares, Lentegí, Otívar, Almuñécar.

## Sources
- (es) Cet article est partiellement ou en totalité issu de l’article de Wikipédia en espagnol intitulé « Jete » (voir la liste des auteurs).